# المئوية الثانية للولايات المتحدة
الذكرى المئوية الثانية للولايات المتحدة United States Bicentennial هي سلسلة من الاحتفالات خلال منتصف السبعينيات من القرن العشرين والتي أشادت بالأحداث التاريخية التي أدت إلى إنشاء الولايات المتحدة الأمريكية كجمهورية مستقلة. لقد كان حدثا مركزيا في ذكرى الثورة الأمريكية. وبلغت الذكرى المئوية الثانية ذروتها يوم الأحد 4 يوليو 1976، مع الذكرى المئتين لاعتماد إعلان الاستقلال الأمريكي من قبل الآباء المؤسسون للولايات المتحدة في المؤتمر القاري الثاني.

## خلفية تاريخية
دوما ما كانت الأمة الامريكية تحتفل بذكرى التأسيس كبادرة وطنية، وأحيانا كحجة في المعارك السياسية. يشير المؤرخ جوناثان كريدر إلى أنه في الخمسينيات من القرن التاسع عشر، ادعى المحررون والخطباء في الشمال والجنوب أن منطقتهم هي الوصي الحقيقي على تراث عام 1776، حيث استخدموا الثورة رمزيًا في خطابهم. 
بدأت خطط الذكرى المئوية الثانية عندما أنشأ الكونغرس لجنة الذكرى المئوية الثانية للثورة الأمريكية في 4 يوليو 1966. في البداية، تم التخطيط للاحتفال بالذكرى المئوية الثانية كمعرض فردي للمدينة (بعنوان Expo '76) والذي سيتم تنظيمه إما في فيلادلفيا أو بوسطن. بعد 6 سنوات ونصف من النقاش المضطرب، أوصت اللجنة بعدم وجود حدث واحد، وقام الكونجرس بحلها في 11 ديسمبر 1973، وأنشأ "" إدارة الذكرى المئوية الثانية للثورة الأمريكية (ARBA)، والتي تم تكليفها بتشجيع وتنسيق الأحداث التي ترعاها محليًا. يشير ديفيد رايان، الأستاذ في جامعة كلية كورك، إلى أنه تم الاحتفال بالذكرى المئوية الثانية بعد عام واحد فقط من سقوط سايغون في عام 1975 و أن إدارة فورد شددت على موضوعات التجديد والبعث على أساس استعادة القيم التقليدية، مما يعطي قراءة حصرية وحنين للماضي الأمريكي.
The plans for the Bicentennial began when الكونغرس الأمريكي الـ89 ‏ created the American Initially, the Bicentennial celebration was planned as a single city exposition (titled Expo '76) that would be staged in either فيلادلفيا or بوسطن. After 6½ years of tumultuous debate, the Commission recommended that there should not be a single event, and Congress dissolved it on December 11, 1973, and created the American Revolution Bicentennial Administration (ARBA), which was charged with encouraging and coordinating locally sponsored events. David Ryan, a professor at كلية كورك الجامعية, notes that the Bicentennial was celebrated only a year after the سقوط سايغون in 1975 and that the Ford administration stressed the themes of renewal and rebirth based on a restoration of traditional values, giving a nostalgic and exclusive reading of the American past.

## العملات الاحتفالية
احتفلت حكومة الولايات المتحدة أيضًا بالذكرى المئوية الثانية من خلال إنشاء تصميمات جديدة للعملة الوطنية. كان إنشاء العملة الاحتفالية وسيلة لإشراك الجمهور الأمريكي في الاحتفال بالذكرى المئوية الثانية، ووسيلة لتشجيع الأمريكيين على جمع وشراء المزيد من التذكارات الخاصة بالذكرى المئوية الثانية.

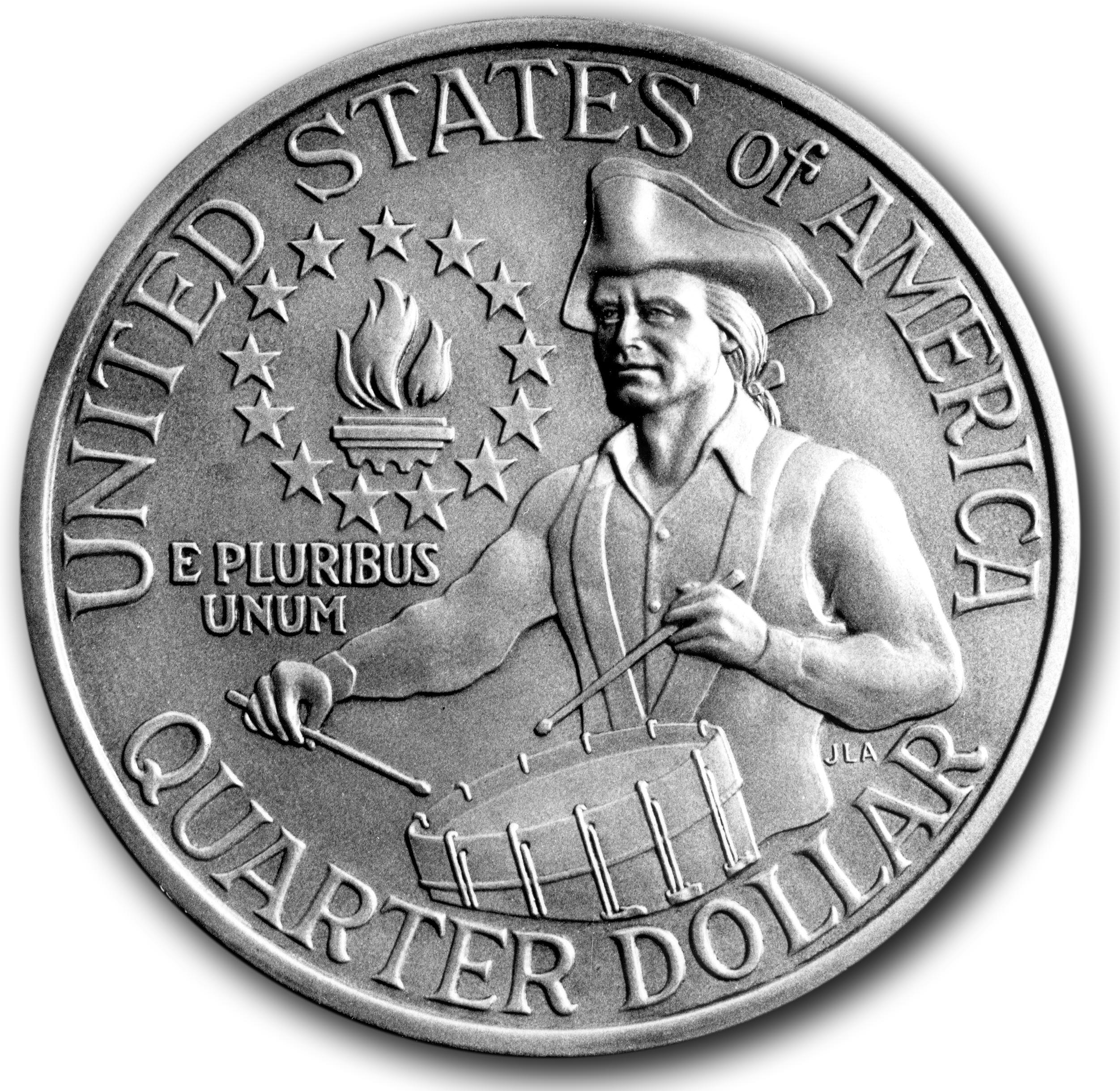
عكس الربع المئوي الثاني، تم سكه في الفترة 1975-1976
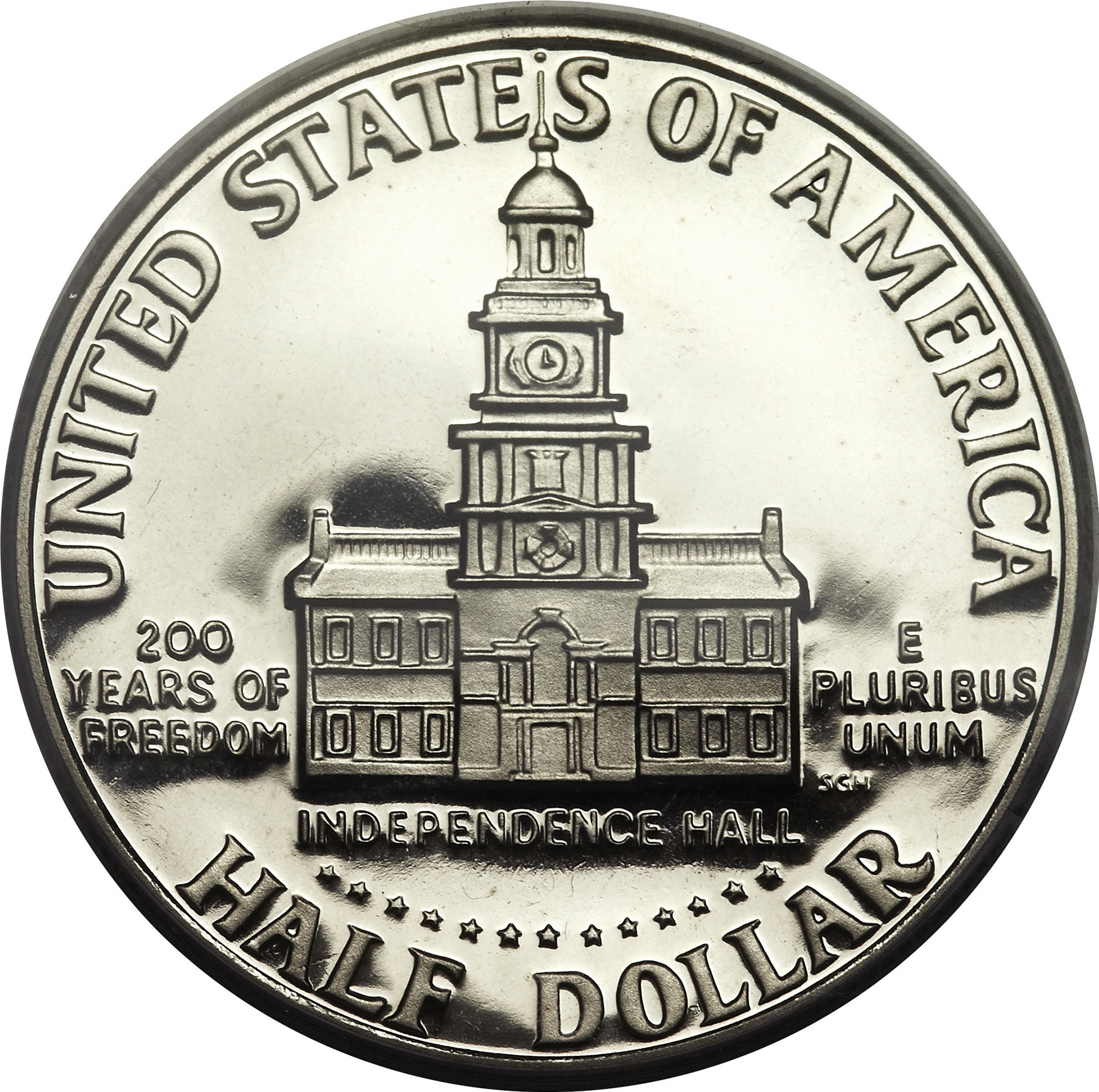
عكس نصف دولار كينيدي للذكرى المئوية الثانية، تم سكه في الفترة 1975-1976
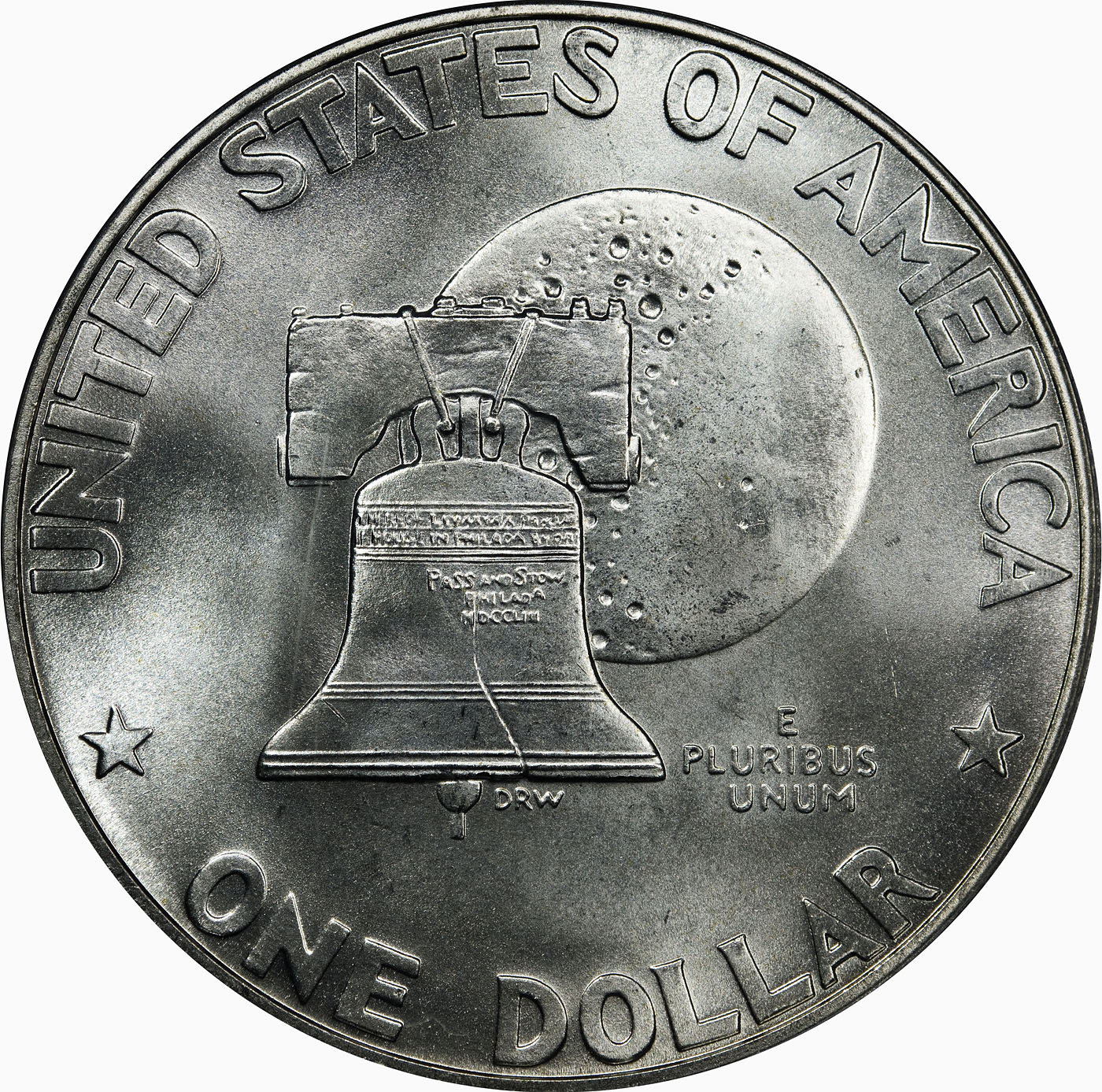
عكس دولار الذكرى المئوية الثانية (النوع 1)، الذي تم سكه في الفترة 1975-1976
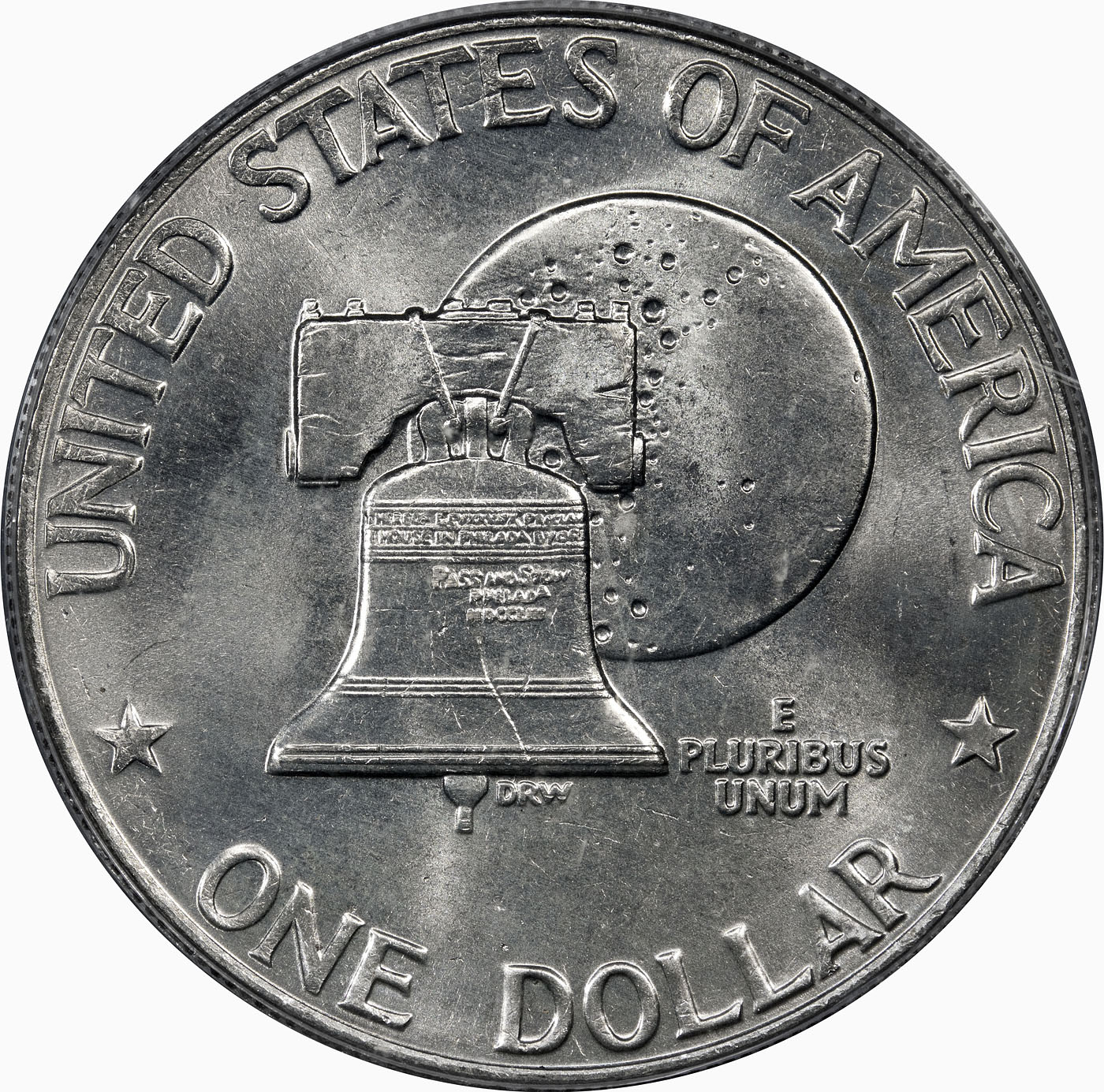
عكس الدولار المئوي (النوع 2)، الذي تم سكه في الفترة 1975-1976

## الشعار

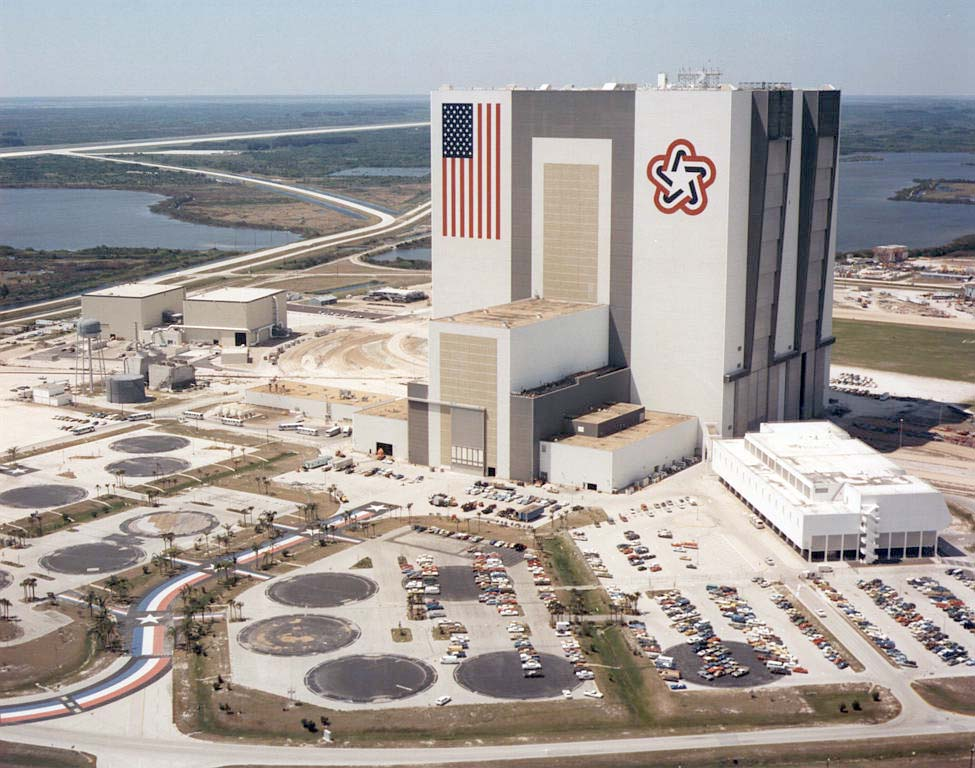
مبنى تجميع المركبات التابع لناسا عام 1977

بروس إن بلاكبيرن المصمم المشارك لشارة ناسا الحديثة، صمم الشعار.   يتكون الشعار من نجمة بيضاء خماسية داخل نجمة منمقة باللون الأحمر والأبيض والأزرق. كانت محاطة بالنقش الذكرى المئوية الثانية للثورة الأمريكية 1776-1976 في هلفيتيكا العادية. تم الاستخدام المبكر للشعار على طابع بريدي أمريكي عام 1971. أصبح الشعار علمًا يرفرف في العديد من المرافق الحكومية في جميع أنحاء الولايات المتحدة وظهر على العديد من الهدايا التذكارية والطوابع البريدية الأخرى الصادرة عن خدمة البريد. رسمت ناسا الشعار على مبنى تجميع المركبات في مركز كينيدي للفضاء في عام 1976 حيث بقي حتى عام 1998 عندما استبدلته الوكالة بشعارها الخاص كجزء من احتفالات الذكرى الأربعين. 

## أحداث 1975

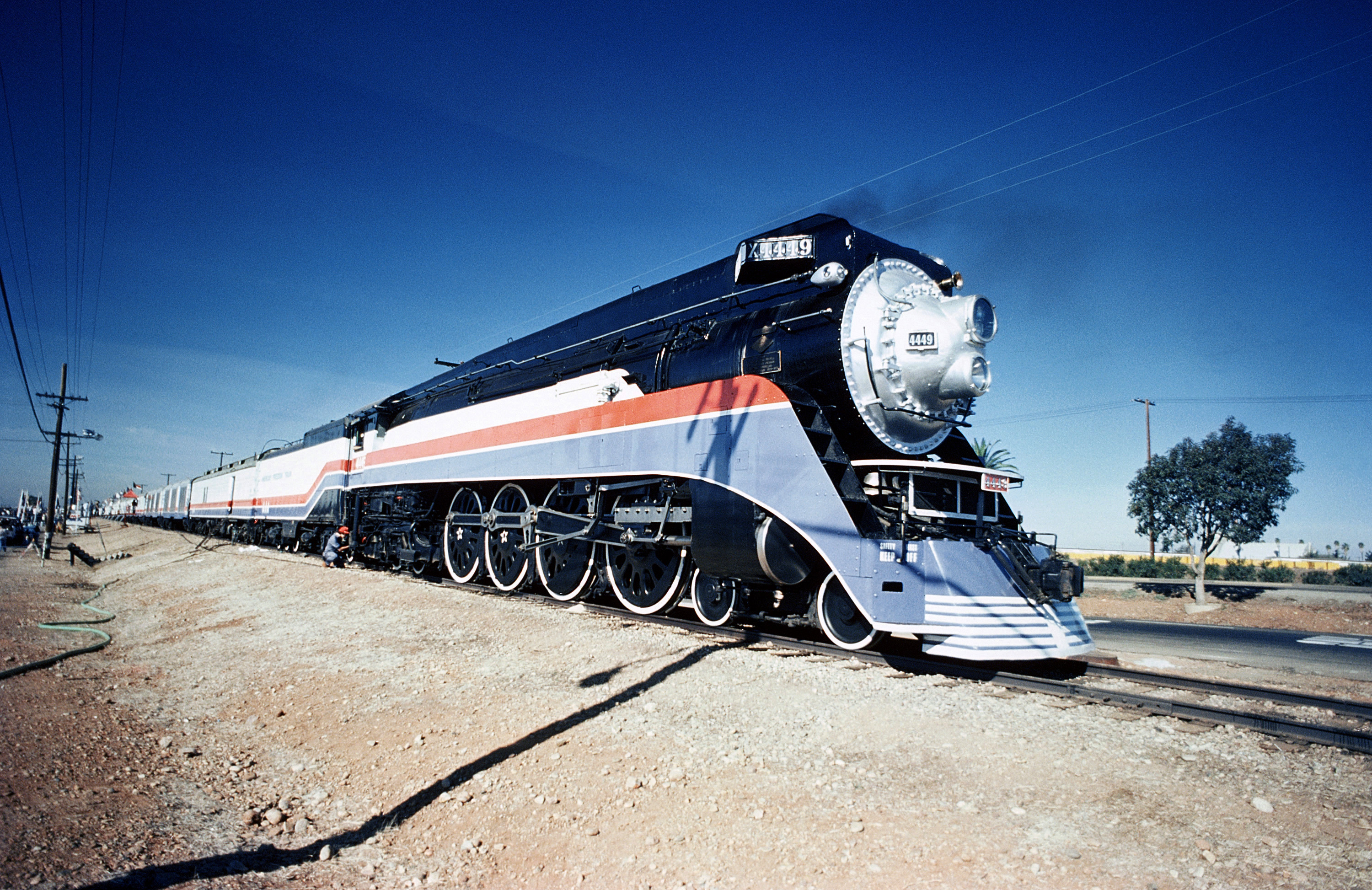
قطار الحرية الأمريكي يتوقف في المحطة الجوية البحرية في ميرامار، كاليفورنيا في 15 يناير 1976

بدأت الأحداث الرسمية للذكرى المئوية الثانية في الأول من أبريل عام 1975، حيث تم افتتاح و أول انطلاق لقطار الحرية الأمريكي في ويلمنجتون في ولاية ديلاوير ليبدأ رحلته التي مدتها 21 شهر، 25,388-ميل (40,858 كـم) جولة في الولايات الـ 48 المتجاورة. 
في 18 أبريل 1975 سافر الرئيس جيرالد فورد إلى بوسطن لإضاءة فانوس ثالث في كنيسة الشمال القديمة التاريخية، التي ترمز إلى القرن الثالث لأمريكا.  وفي 19 أبريل ألقى خطاب رئاسي في كونكورد، ماساتشوستس عند جسر نورث القديم حيث تم إطلاق " الطلقة التي سُمعت حول العالم "، كاحتفال بالذكرى المئوية الثانية لمعركتي ليكسينغتون وكونكورد التي بدأت الجانب العسكري من حرب الثورة الأمريكية.  وفقًا لصحيفة نيويورك تايمز، "كان هناك أكثر من 2000 متفرج في متناول اليد" عندما تم إطلاق المدافع وسار أحد الممثلين من بول ريفير للإعلان عن وصول القوات البريطانية. 
في 31 ديسمبر 1975، عشية الذكرى المئوية الثانية، سجل فورد بيان للشعب الأمريكي عبر البث الإذاعي والتلفزيوني.  تم التوقيع على الإعلان الرئاسي رقم 4411 كتأكيد للآباء المؤسسين لمبادئ الولايات المتحدة المتمثلة في الكرامة، والمساواة، والحكم بالتمثيل، والحرية. 

## أحداث 1976
نظرًا لأن عام 1776 كان عام مهم بالنسبة للحرب الثورية الأمريكية، فقد كان عام 1976 هو الأكبر بالنسبة للاحتفالات. وتضمنت الاحتفالات ألعاب نارية متقنة في السماء فوق المدن الأمريكية الكبرى. ترأس الرئيس فورد العرض في واشنطن العاصمة والذي تم بثه على المستوى الوطني. فتحت الاحتفالات في المدن والبلدات في جميع أنحاء البلاد حيز التنفيذ الكامل بما في ذلك الاحتفالات مثل عملية الشراع (Op Sail)، وهو عرض أسطول دولي كبير من السفينة الشراعية ذات الصواري الطويلة التي تتجمع أولاً في نيويورك المدينة في عيد الاستقلال ثم في بوسطن بعد حوالي أسبوع. انتشرت أحداث أخرى واسعة النطاق مثل إعادة التمثيل والمسيرات والازدهار في الاحتفالات التجارية في جميع أنحاء البلاد مع مرور العام.

### نيويورك
بالإضافة إلى وجود "السفن الطويلة"، أرسلت القوات البحرية في العديد من الدول سفنًا حربية إلى ميناء نيويورك لحضور International Naval Review ‏ التي عقدت صباح يوم 4 يوليو. أبحر الرئيس فورد أسفل نهر هدسون إلى ميناء نيويورك على متن طراد الصواريخ الموجهة USS Wainwright لمراجعة الأسطول الدولي وتلقي التحية من كل سفينة زائرة، تنتهي بتحية البريطانيين مدمرة صواريخ موجهة أتش أم أس London. انتهت المراجعة فوق جزيرة الحرية في حوالي الساعة 10:30 صباحًا.

### واشنطن العاصمة
جوني كاش شغل منصب المارشال الأكبر في العرض المئوي الأمريكي.
حضر الحفل الملكة إليزابيث الثانية والأمير فيليب. قام الزوجان الملكيان بزيارة دولة إلى الولايات المتحدة، وقاما بجولة في البلاد، وحضرا فعاليات الذكرى المئوية الثانية الأخرى مع الرئيس والسيدة فورد. تضمنت زيارتهم على متن اليخت الملكي بريتانيا ‏ توقفات في فيلادلفيا، وواشنطن العاصمة، وفيرجينيا، ونيويورك، وكونيتيكت، وماساتشوستس.

وفي واشنطن العاصمة أيضًا، افتتحت مؤسسة سميثسونيان معرض طويل الأمد في مبنى الفنون والصناعات لتكرار شكل ومظهر المعرض المئوي لعام 1876. يعود تاريخ العديد من القطع الأثرية التابعة لمؤسسة سميثسونيان إلى المعرض العالمي عام 1876 في فيلادلفيا والذي احتفل بالذكرى المئوية لاستقلال الولايات المتحدة. الذكرى المئوية الثانية مهرجان الحياة الشعبية الأمريكية، وهي عبارة عن تعاون بين مؤسسة سميثسونيان مع الآلاف من العلماء الوطنيين والدوليين، والحرفيين الشعبيين، وفناني الأداء، استضافت برامج في الجزء الغربي من ناشونال مول لمدة خمسة أيام في الأسبوع لمدة اثني عشر يومًا. أسابيع في صيف عام 1976. افتتح سميثسونيان أيضًا المقر الجديد للمتحف الوطني للطيران والفضاء في الأول من يوليو عام 1976.

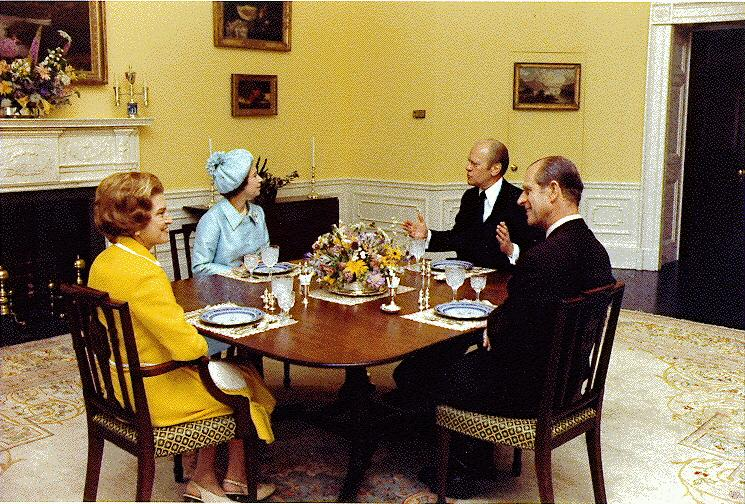
السيدة الأولى بيتي فورد، مع الرئيس جيرالد فورد، والملكة إليزابيث الثانية، والأمير فيليب في غرفة طعام الرئيس بالتزامن مع زيارة الدولة عام 1976 خلال الذكرى المئوية الثانية للولايات المتحدة

### فيلادلفيا
أثناء وجودها في فيلادلفيا في 6 يوليو 1976، قدمت الملكة إليزابيث جرس الذكرى المئوية الثانية نيابة عن الشعب البريطاني. الجرس هو نسخة طبق الأصل من جرس الحرية، مصبوب في نفس المسبك - مسبك وايت تشابل بيل - ويحمل النقش "من أجل شعب الولايات المتحدة الأمريكية من شعب بريطانيا في 4 يوليو 1976، دع الحرية تدق LET FREEDOM RING. "
لوس انجلوس
ديزني لاند والمملكة السحرية في عالم والت ديزني قدمت أمريكا في العرض، وهو عرض متقن يحتفل بالتاريخ والثقافة الأمريكية، وضم ديزني لاند أغنية شيرمان براذرز ""الرابع المجيد". تميز العرض بألعاب نارية ليلية، واستمر مرتين يوميًا من يونيو 1975 إلى سبتمبر 1976.
تضمنت احتفالات لوس أنجلوس موكب الذكرى المئوية الثانية لعام 1976 في شارع ويلشاير، ومسابقة الذكرى المئوية الثانية لمدارس مدينة لوس أنجلوس في  مدرج لوس أنجلوس التذكاري ، تم بثه كجزء من برنامج "عيد ميلاد سعيد، أمريكا" (إن بي سي)، باستضافة بول أنكا، Pacific 21، مركز المعارض والمؤتمرات الذي يحتفل بالذكرى المئوية الثانية، والاحتفال بالذكرى المئوية الثانية لمزرعة نوتس بيري.
الاحتفالات الرياضية المهنية
كان الموضوع العام للترفيه في سوبر بول X ‏، الذي أقيم في 18 يناير، هو الاحتفال بالذكرى المئوية الثانية. ارتدى اللاعبون في كلا الفريقين، بيتسبرغ ستيلرز ودالاس كاوبويز، رقعة خاصة تحمل شعار الذكرى المئوية الثانية على قمصانهم؛ أضاف رعاة البقر أيضًا خطوطًا حمراء وبيضاء وزرقاء إلى خوذاتهم طوال موسم 1976 NFL. عرض نهاية الشوط الأول، الذي شارك فيه مجموعة الأداء Up with People، كان بعنوان "200 عام ومجرد طفل: تحية للذكرى المئوية الثانية لأمريكا".
بدأت اللجنة الأولمبية والبارالمبية الأمريكية (USOC) عروضها لاستضافة كل من الألعاب الأولمبية الصيفية والشتوية لعام 1976 احتفالاً بالذكرى المئوية الثانية. لوس أنجلوس عرضت لاستضافة الألعاب الأولمبية الصيفية 1976 لكنها خسرت أمام مونتريال. حصلت دنفر على الألعاب الأولمبية الشتوية لعام 1976 في عام 1970، لكن القلق بشأن التكاليف دفع ناخبي كولورادو إلى رفض استفتاء لتمويل الألعاب ومنحت اللجنة الأولمبية الدولية الألعاب إلى إنسبروك، النمسا، الدولة المضيفة لعام 1964. كانت بطولة 1976 Pro Bowl استثناءً وتم لعبها في نيو أورليانز، على الأرجح بسبب مخاوف الطقس.
باعتبارها موقعًا لـ الكونغرس القاري والتوقيع على إعلان الاستقلال، عملت فيلادلفيا كمضيف لـ لعبة كل النجوم في الدوري الاميركي للمحترفين لعام 1976، 1976 لعبة كل النجوم لدوري الهوكي الوطني، و1976 NCAA Final Four، ولعبة كل النجوم لدوري البيسبول الرئيسي لعام 1976 التي طرد فيها الرئيس فورد الملعب الأول. كانت بطولة 1976 Pro Bowl استثناءً وتم لعبها في نيو أورليانز، على الأرجح بسبب مخاوف الطقس.

### أماكن اخرى

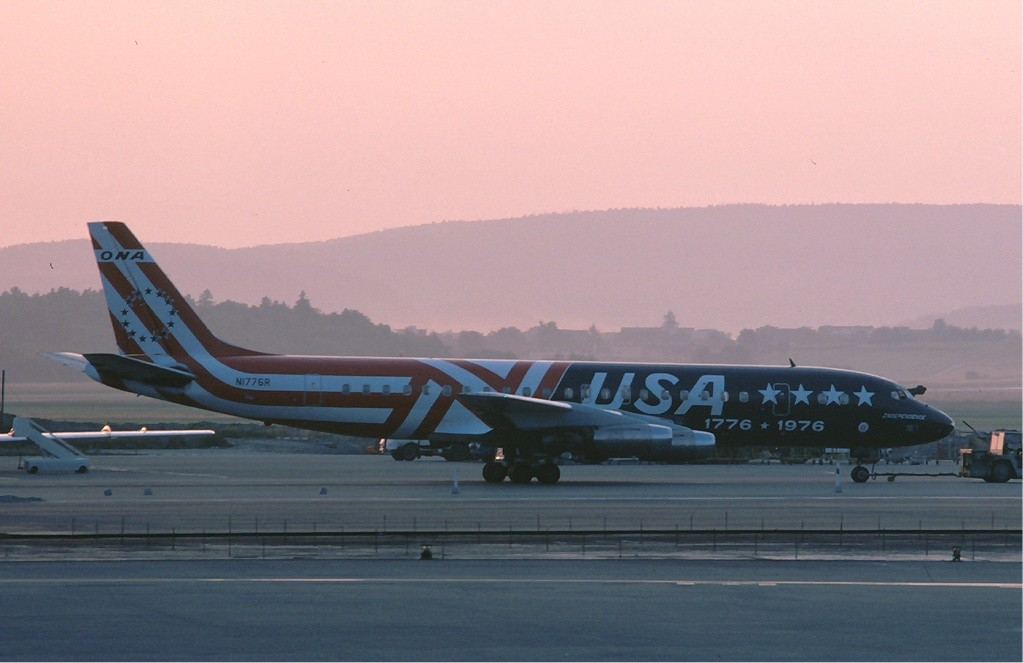
دوغلاس دي سي-8 من الخطوط الجوية الوطنية لما وراء البحار بزي خاص بالذكرى المئوية الثانية للولايات المتحدة

قانت شركة بيل للهواتف بتكليف ستانلي ميلتزوف بإنشاء غلاف لدليلها لعام 1976 لإحياء الذكرى المئوية الثانية والذكرى المئوية لاختراع الهاتف. بالاستناد إلى كتاب The Gossips لنورمان روكويل، صور ميلتزوف الشخصيات التاريخية والمبدعة العظيمة في أمريكا باستخدام الهاتف. لقد أصبح الدليل الأكثر مبيعًا في تاريخ بيل. 

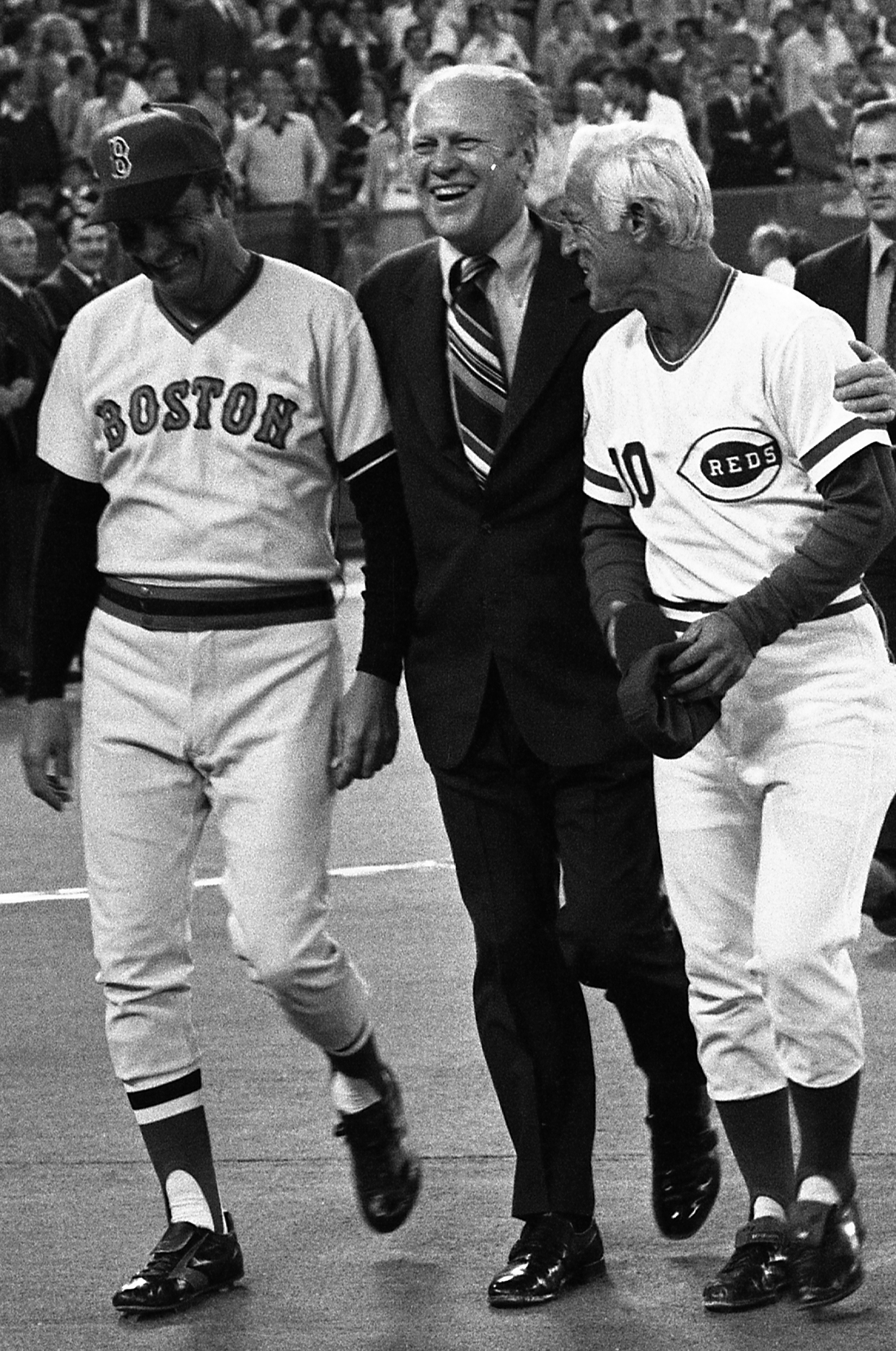
الرئيس جيرالد فورد (في الوسط) مع داريل جونسون وسباركي أندرسون خلال الاحتفالات في لعبة كل النجوم لدوري البيسبول الرئيسي لعام 1976

## الذكرى المئوية الثانية على الشاشة

### التلفاز

#### البرامج التلفزيونية في الفترة من 3 إلى 4 يوليو 1976
- الاحتفال الأمريكي العظيم، برنامج ترفيهي مشترك مدته 12 ساعة يستضيفه إد مكمان ويبث ليلة 3 يوليو
- اختراع أمريكا (إن بي سي)، وهو إنتاج مشترك لهيئة الإذاعة البريطانية لمدة ساعتين يستعرض 200 عام من الابتكارات التكنولوجية الأمريكية وتأثيرها على العالم، ويشارك في استضافته جيمس بيرك وريموند بور [46] [47]
- في الاحتفال بالولايات المتحدة (CBS)، تغطية مدتها 16 ساعة يستضيفها والتر كرونكايت
- الرابع المجيد (إن بي سي)، تغطية مدتها 10 ساعات يستضيفها جون تشانسلور وديفيد برينكلي
- حفل عيد الميلاد الأمريكي العظيم (ABC)، الذي استضافه هاري ريسونر
- عيد ميلاد سعيد يا أمريكا (إن بي سي)، استضافه بول أنكا من مدرج لوس أنجلوس التذكاري [48]
- بوب هوب المذهل للذكرى المئوية الثانية للنجوم (إن بي سي)
- أفضل ما في الرابع (إن بي سي)، ملخص مع جون تشانسلور وديفيد برينكلي
- 4 تموز/يوليو بث عبر الأقمار الصناعية للعرض المباشر لفرقة One O'Clock Lab Band في موسكو (NBC)، برعاية وزارة الخارجية الأمريكية
- أيام الحرية (WABC-TV — نيويورك)، برنامج رسوم متحركة خاص بالعطلات
- وداعا أمريكا (PBS)، "نشرة إخبارية" وهمية تعيد تمثيل نقاش عام 1776 في مجلس العموم بشأن مستقبل المستعمرات الثلاثة عشر
- شرقا هو! (WPSX-TV)، فيلم وثائقي مدته نصف ساعة عن قطار الذكرى المئوية الثانية، من إنتاج جامعة ولاية بنسلفانيا (ولاية بنسلفانيا). تتضمن فرقة العرض التي سافرت بقطار العربة وقدمت عروضها في موقع المخيم كل ليلة.

#### برامج الذكرى المئوية الثانية صباح يوم السبت
في الأشهر التي تقترب من الذكرى المئوية الثانية، Schoolhouse Rock!، سلسلة من الرسوم الكاريكاتورية القصيرة التعليمية التي يتم عرضها على ABC بين البرامج صباح يوم السبت، أنشأت سلسلة فرعية تسمى "History Rock"، على الرغم من أن الاسم الرسمي كان "America Rock". غطت الأجزاء العشرة جوانب مختلفة من التاريخ والحكومة الأمريكية. العديد من المقاطع، أبرزها " أنا مجرد مشروع قانون " (مناقشة العملية التشريعية) و"الديباجة" (التي تحتوي على نسخة مختلفة من ديباجة الدستور التي تم وضعها على الموسيقى)، أصبحت بعضًا من 's سكول هاوس روك. القطاعات الأكثر شعبية.

### الأفلام
بمناسبة الاحتفال بالذكرى المئوية الثانية، أخرج مخرج أفلام هوليود جون هيوستن فيلمًا قصيرًا —الاستقلال (1976) لصالح خدمة المتنزهات الوطنية الأمريكية والذي يستمر عرضه في متنزه الاستقلال الوطني التاريخي في فيلادلفيا.[بحاجة لمصدر]
استشهد فيلم روكي عام 1976 بالذكرى المئوية الثانية في عدة مشاهد، معظمها أثناء دخول أبولو كريد؛ ارتدى كارل ويذرز في البداية زي جورج واشنطن ثم زي العم سام. كان للمركبة كبيرة الحجم في The Big Bus مشهد في غرفة طعام الذكرى المئوية الثانية.[بحاجة لمصدر]

## الهدايا

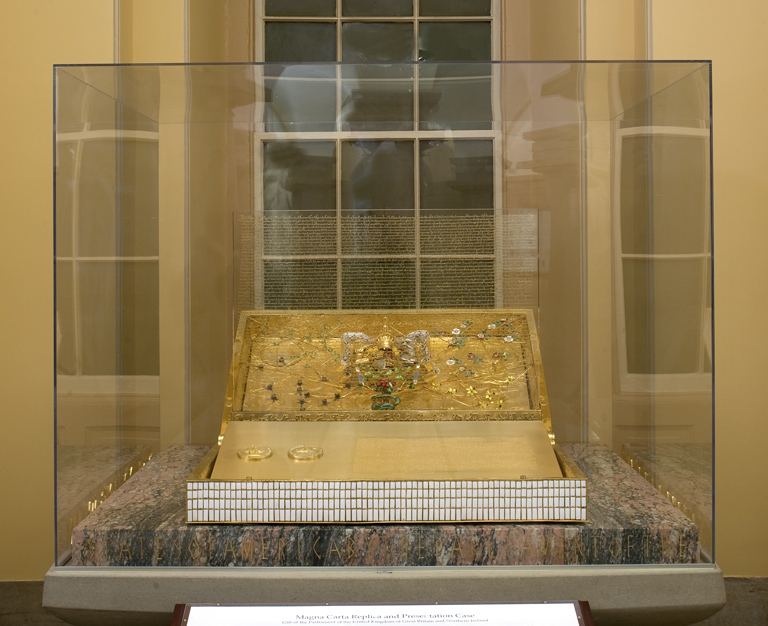
نسخة طبق الأصل من Magna Carta في علبة العرض

## معرض الصور

عناصر تذكارية أخرى
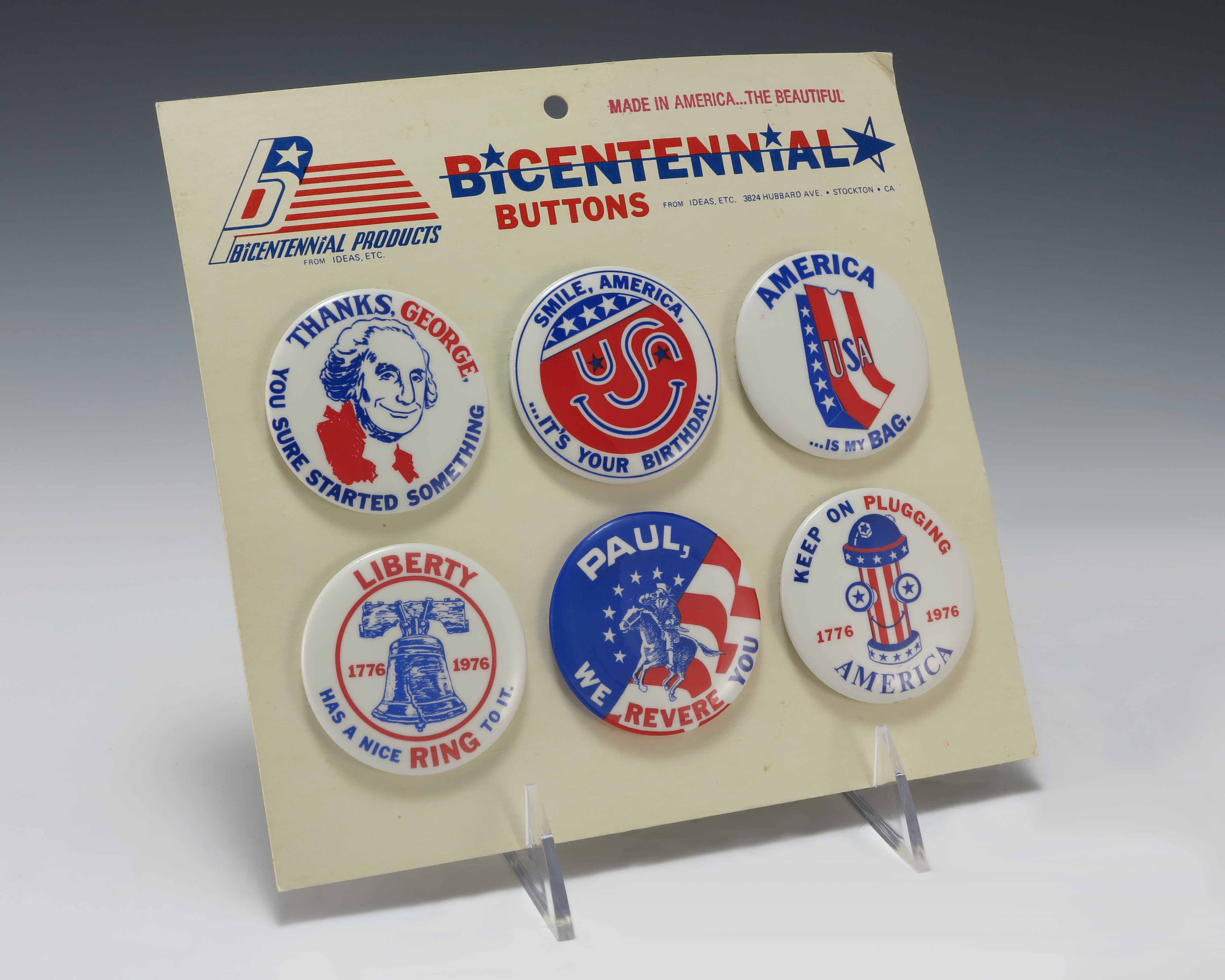
ستة أزرار مختلفة للذكرى المئوية الثانية صممها وأرسلها اثنان من مدرسي الفنون إلى الرئيس جيرالد فورد
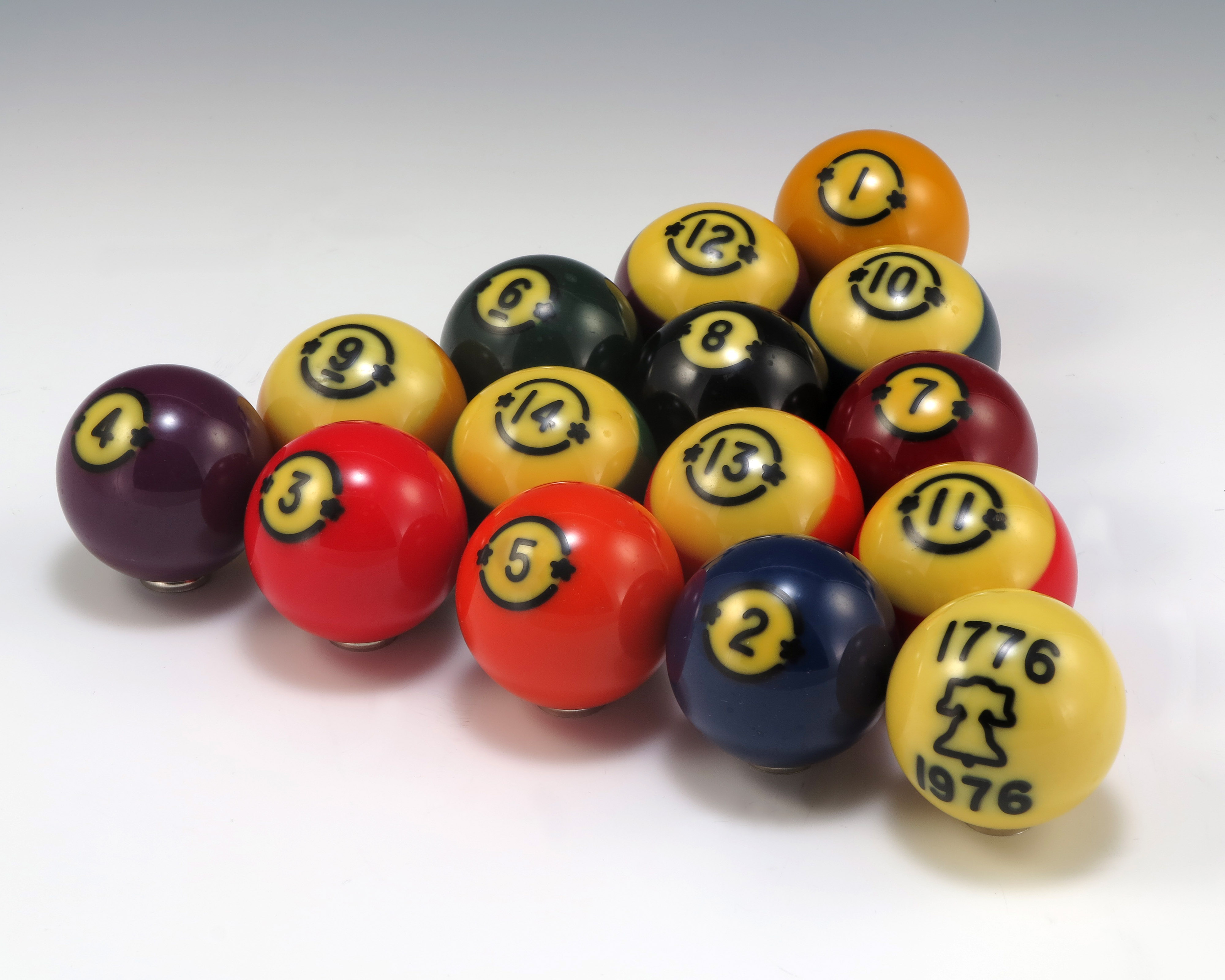
صندوق يحتوي على 15 كرة بلياردو مصممة خصيصًا للاحتفال بالذكرى المئوية الثانية
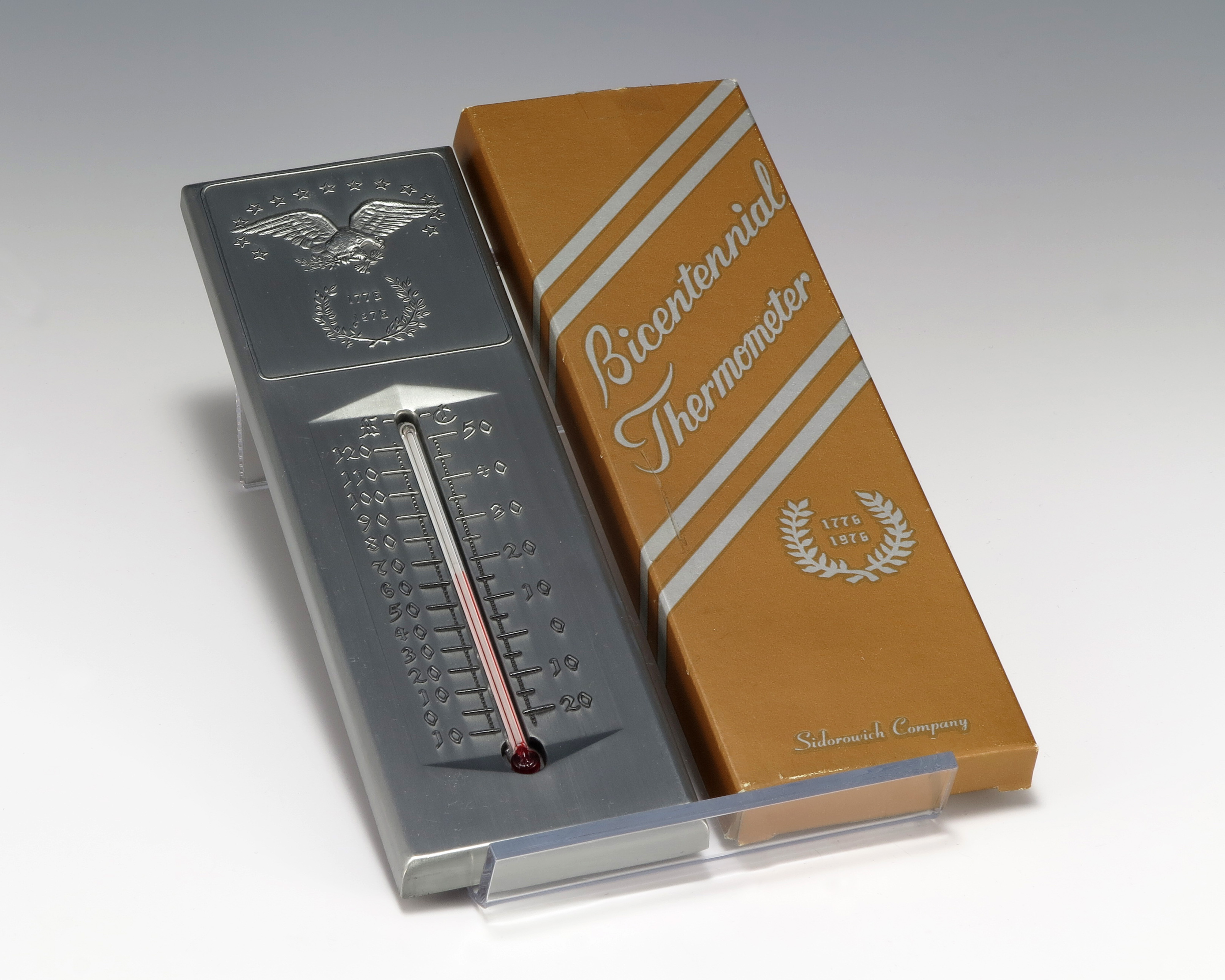
مقياس حرارة تذكاري من البيوتر المئوي يصور نسرًا فوق إكليل الغار مع كتابة "1776" و"1976" بالداخل
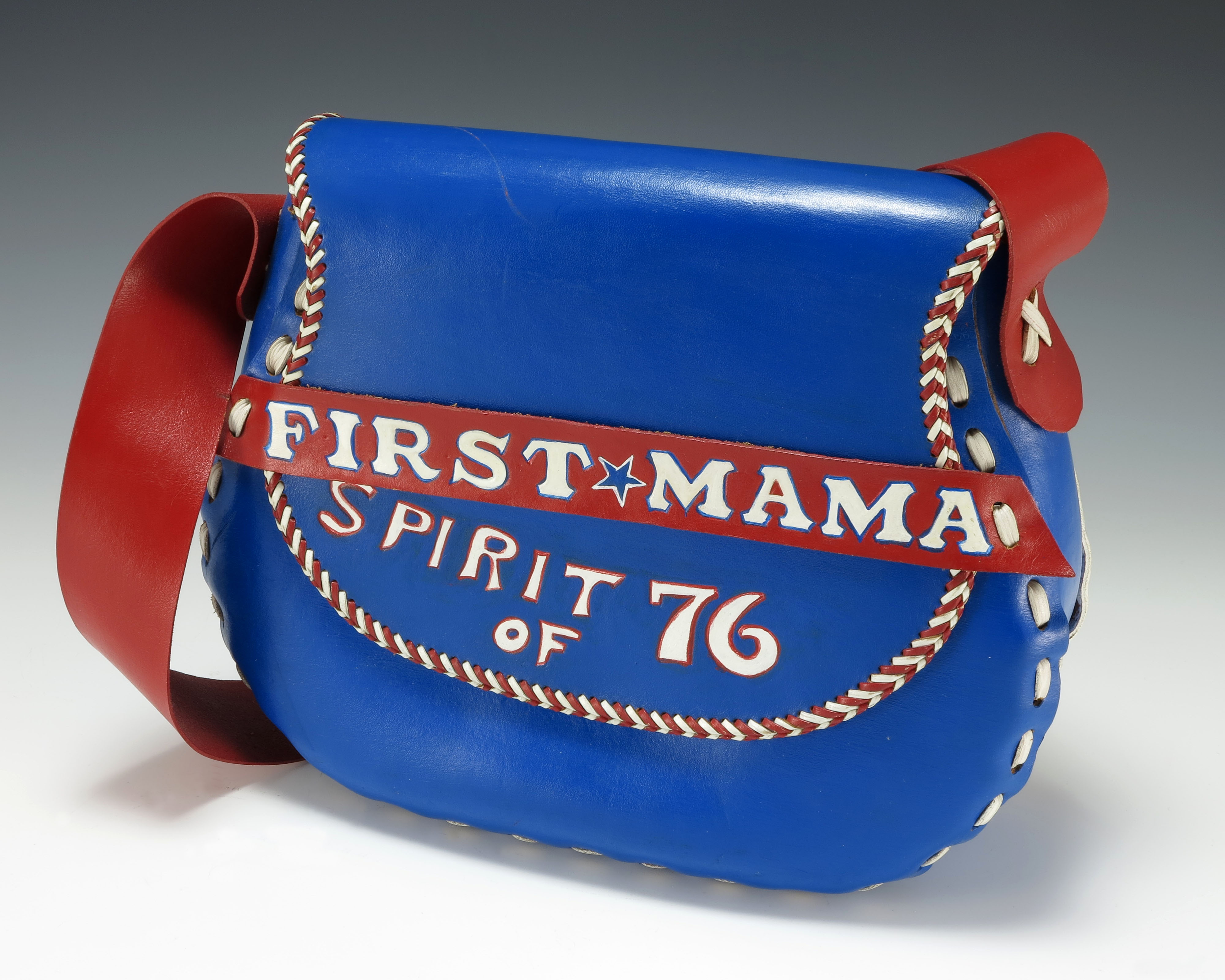
Betty Ford's "First Mama" purse
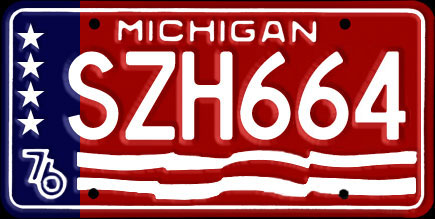
تصميم خاص للوحة ترخيص ميشيغان تم إصداره تكريمًا للذكرى المئوية الثانية. كانت اللوحات بهذا التصميم بمثابة إصدار قياسي لجميع سيارات الركاب المسجلة في ميشيغان والتي تلقت لوحات جديدة في عام 1976.

الاحتفال بالذكرى المئوية الثانية للولايات المتحدة
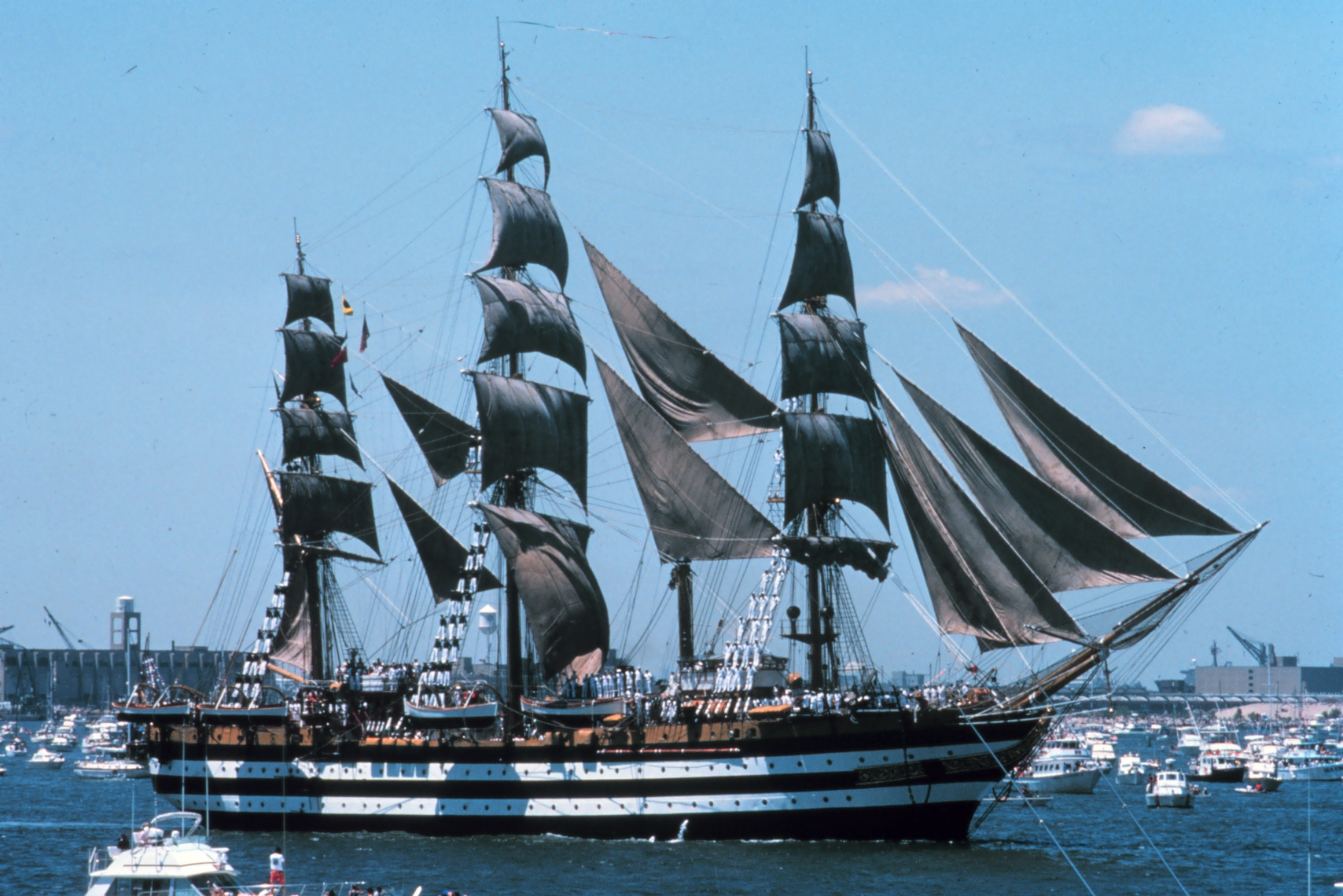
السفينة الإيطالية الطويلة Amerigo Vespucci في ميناء نيويورك خلال الاحتفال
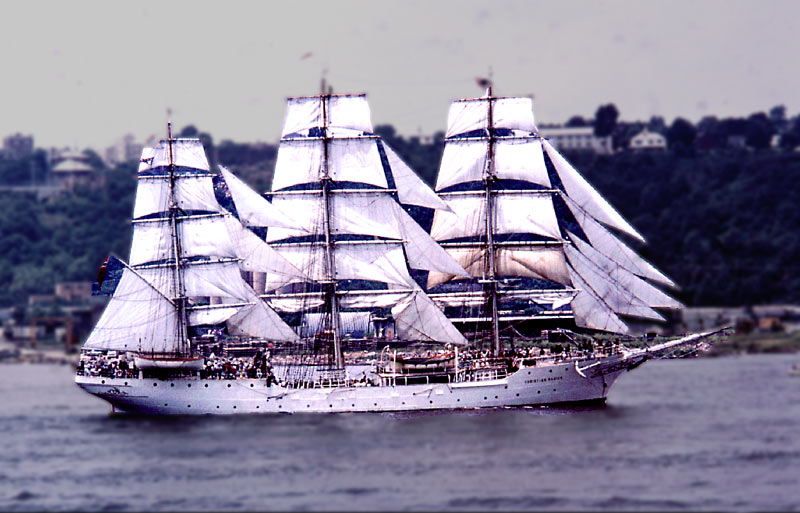
السفينة النرويجية كريستيان راديتش في عملية الشراع في 4 يوليو 1976
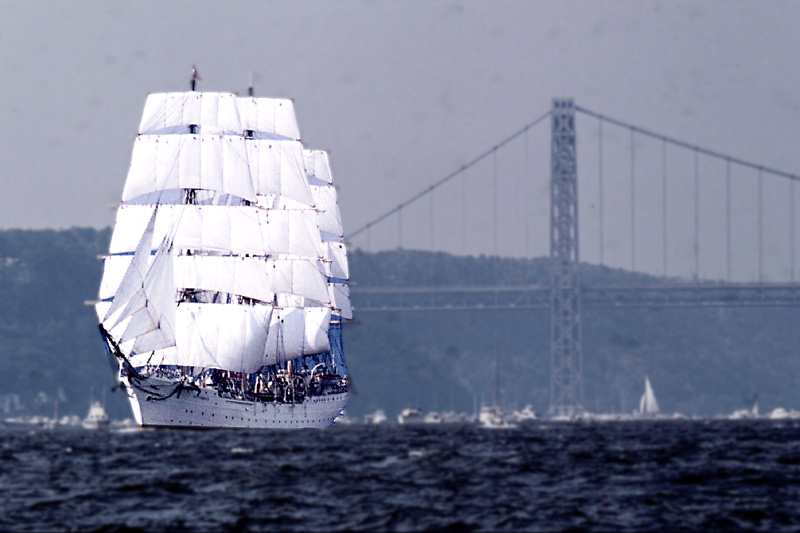
السفينة البولندية ذات الصواري الثلاثة دار بومورزا خلال موكب الشراع في 4 يوليو 1976

- الطوابع البريدية لذكرى المئوية الثانية  [لغات أخرى]‏ الولايات المتحدة

الولايات المتحدة
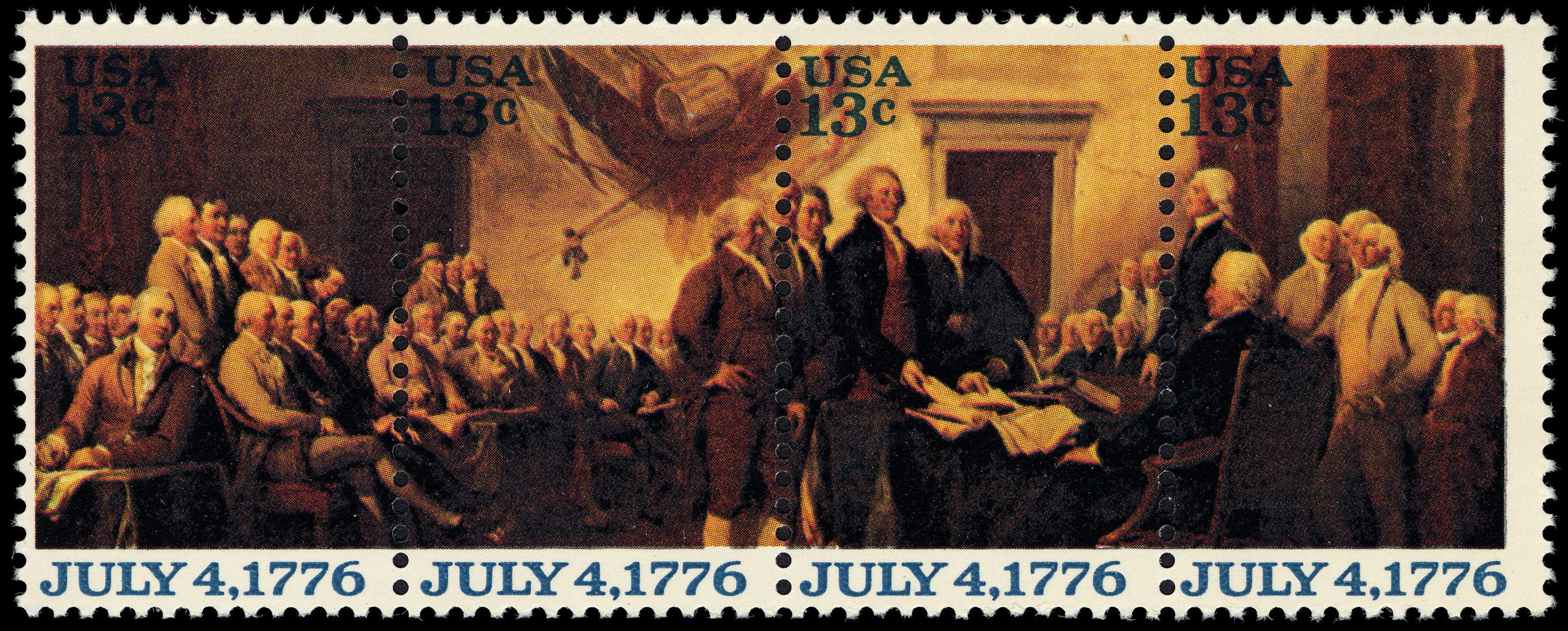
جون ترمبل's 1818 oil painting depicting the introduction of the Declaration of Independence  [لغات أخرى]‏ to the Continental Congress
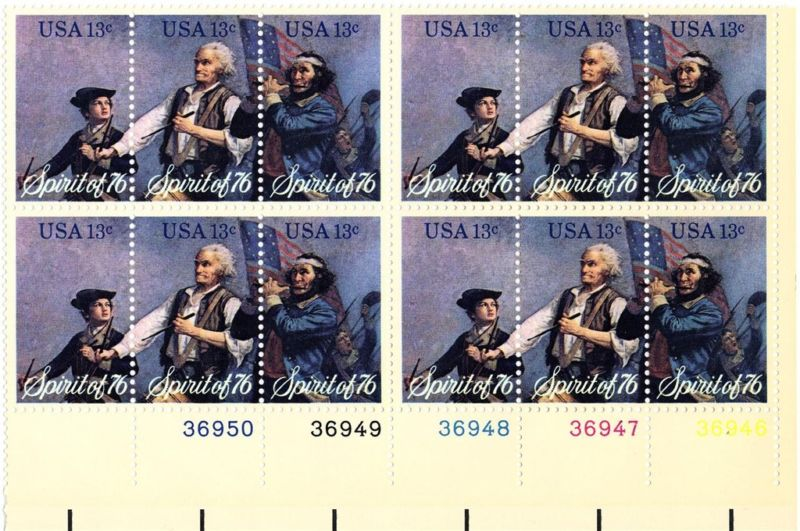
أرشيبالد ويلارد ق. 1875 oil painting The Spirit of '76 depicting a fife player and two drummers leading the الجيش القاري during the American Revolutionary War
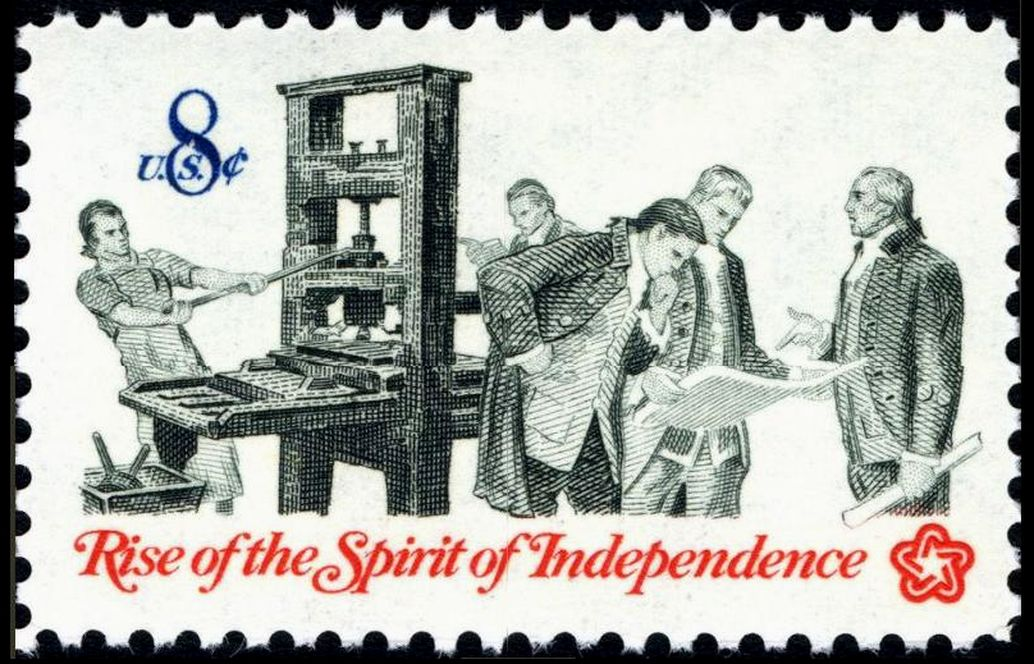
Patriots utilizing a آلة الطباعة while examining a colonial pamphlet
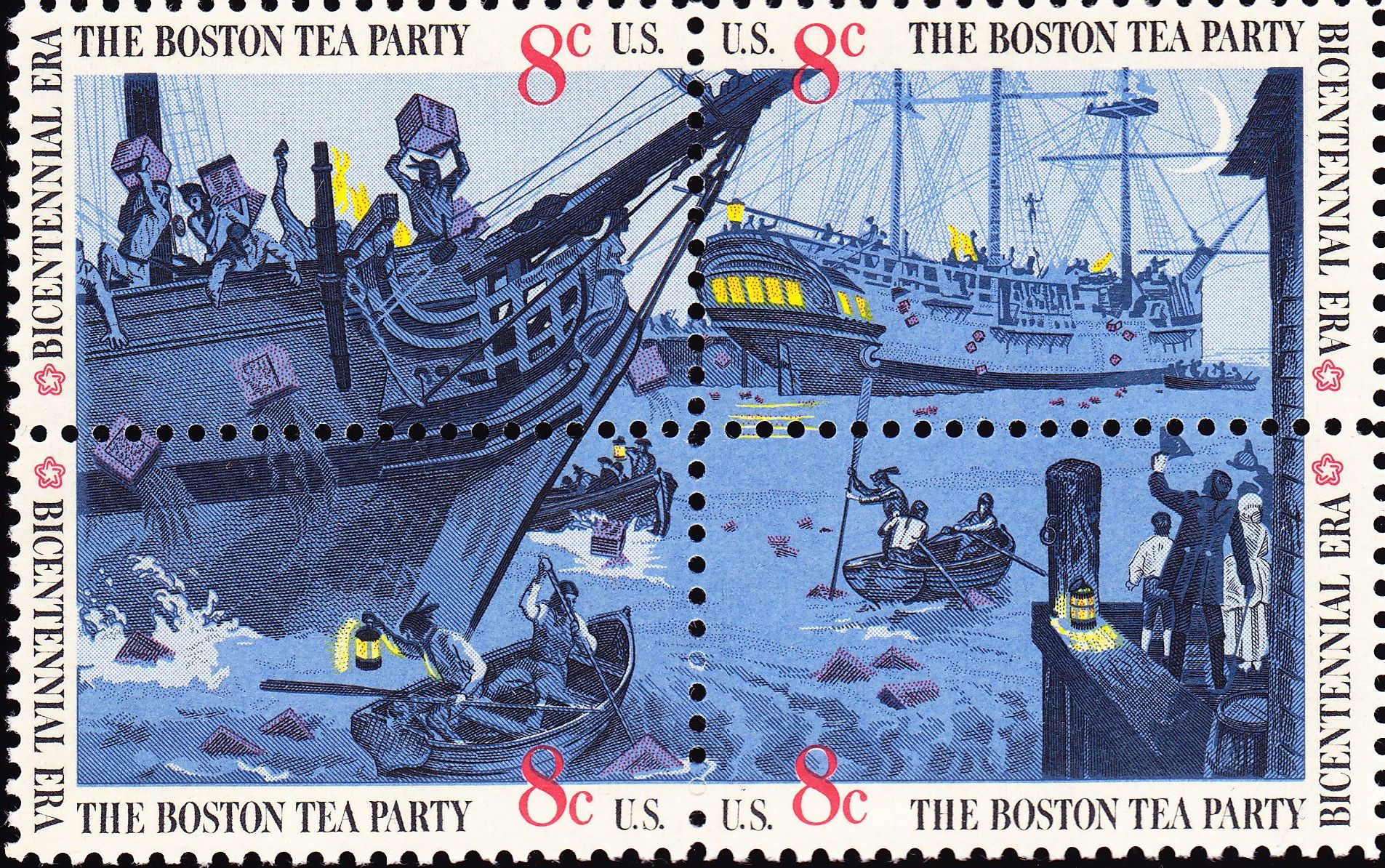
1773 depiction of the Boston Tea Party showing chests of British tea being dumped into Boston Harbor on a late night opposing the Tea Act enacted by Great Britain
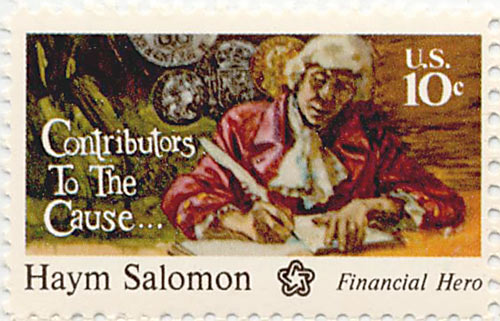
Haym Salomon was a colonial paymaster who raised money to help finance the American Revolution.
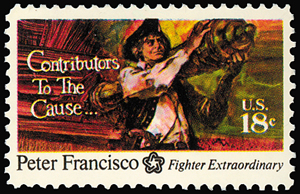
بيتر فرنسيسكو participated at the Battle of Camden where he physically seized a 1000-pound مدفع while departing the battleground occupied by British Redcoats  [لغات أخرى]‏.
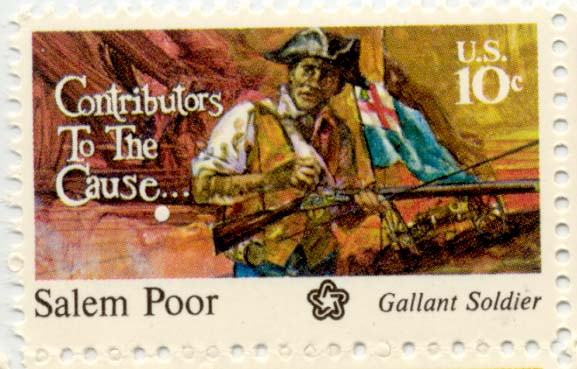
Salem Poor participated at the معركة بانكر هيل and was credited with wounding British Army officer James Abercrombie  [لغات أخرى]‏.
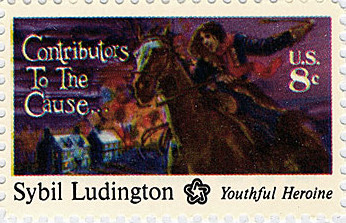
Sybil Ludington is said to have ridden through the night to advise minutemen that British Redcoats were burning دانبري (كونيتيكت)؛ these accounts, originating from the Ludington family, are questioned by modern scholars.
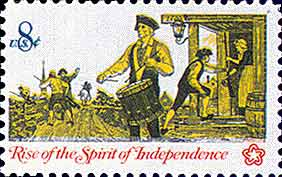
Patriots acknowledging the spirit of independence by honoring the drummer who marched into battle or the drum as an instrument to alert neighbors of British Redcoats
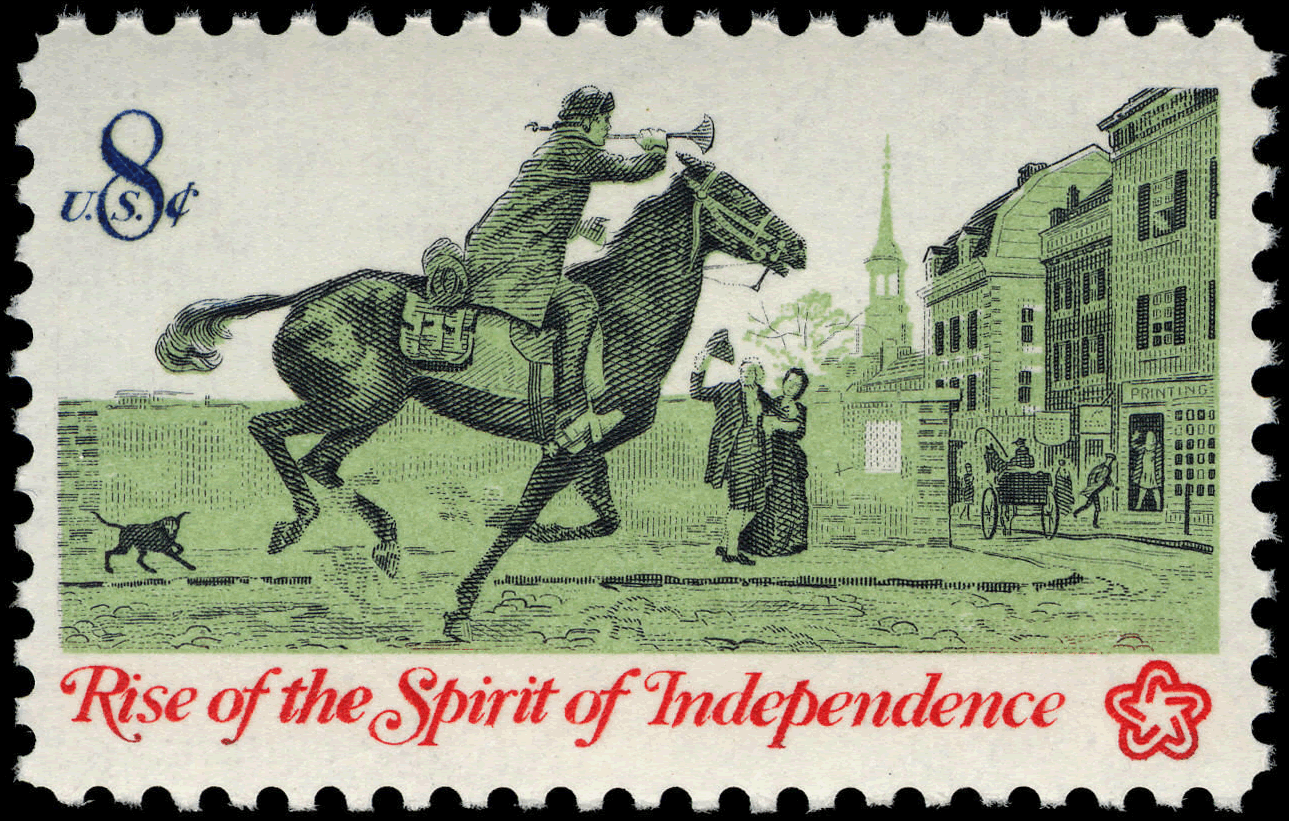
Patriots acknowledging the spirit of independence by honoring the post riders who delivered mail on horseback

## قراءة مفضلة
- كابوزولا، كريستوفر. " إنه يجعلك تريد أن تؤمن بالبلد": الاحتفال بالذكرى المئوية الثانية في عصر الحدود" في بيث بيلي وديفيد فاربر، محرران.، أمريكا في السبعينيات (2004) ص 29-45.
- جوردون، تامي س. روح عام 1976: التجارة والمجتمع وسياسة إحياء الذكرى. أمهرست، ماجستير: مطبعة جامعة ماساتشوستس، 2013.(ردمك 9781625340429)رقم ISBN 9781625340429.
- هول، سيمون. " مسرح حرب العصابات... تحت ستار الرايات الحمراء والبيضاء والزرقاء: اللجنة الشعبية المئوية الثانية وسياسة النزعة الأمريكية (غير)." مجلة الدراسات الأمريكية (2016): 1–23.

## روابط خارجية
- قصة قطارات الحرية في أمريكا
- يتوفر A film clip Tobacco and the Bicentennial is available for free download at the أرشيف الإنترنت
- يتوفر A film clip 200 is available for free download at the أرشيف الإنترنت